# Javorníček (národní přírodní rezervace)
Javorníček je národní přírodní rezervace v katastrálních územích obcí Lúka, Stará Lehota a Hrádok, okres Nové Mesto nad Váhom v Trenčínském kraji na Slovensku. Území bylo vyhlášeno v roce 1982 a jeho rozloha je 15,06 hektaru. Předmětem ochrany jsou zachovalé suťové lesy a vápencová bradla v Považském Inovci. Rezervace je od roku 2004 součástí evropsky významné lokality Tematínské vrchy. Chráněné území leží v geomorfologickém podcelku Nízký Inovec, přibližně jeden kilometr východně od zříceniny hradu Tematín.